# Gravita con me
Gravita con me è un singolo del cantautore albanese Ermal Meta, pubblicato il 14 ottobre 2016 come quarto estratto dal primo album in studio Umano.

## Video musicale
Il video, diretto da CaneSecco e girato tra i calanchi di Aliano, è stato pubblicato il 13 ottobre 2016 in anteprima sul sito di TV Sorrisi e Canzoni.

## Formazione
Musicisti
- Ermal Meta – arrangiamento, voce, cori, chitarra, programmazione, sintetizzatore, basso
- Giordano Colombo – batteria

Produzione
- Ermal Meta – produzione, registrazione presso lo Stone Room Studio
- Giordano Colombo – registrazione presso gli Auditoria Records
- Cristian Milani – missaggio, mastering
- Valerio Soave – produzione esecutiva
- Greta Amato – assistenza alla produzione
- Paolo Pastorino – assistenza alla produzione
- Marco Montanari – assistenza alla produzione